# Cayo Lara
Cayo Lara Moya (Argamasilla de Alba, 29 gennaio 1952) è un politico spagnolo, membro del Partito Comunista di Spagna e dal 2008 al 2016 coordinatore generale di Sinistra Unita (IU).

## Biografia
Agricoltore, fu eletto come membro esecutivo del sindacato COAG (Coordinamento degli Agricoltori e degli Allevatori).
Dal 1987 al 1999 fu sindaco di Argamasilla de Alba. Dal 2000 al 2008 fu coordinatore generale di Sinistra Unita a Castiglia-La Mancia e nel 2007 si candidò alla presidenza del Consiglio Comunitario senza ottenere seggi. In quegli anni acquistò notorietà per la sua lotta a favore di una legge elettorale più democratica, per le sue posizioni contro la speculazione edilizia e per il suo appoggio al sindaco di Seseña, Manuel Fuentes contro l'imprenditore edile Francisco Hernando, conosciuto come Paco El Pocero.

### Coordinatore federale di IU
Nel 2008 a causa dei deludenti risultati di Sinistra Unita il coordinatore generale del partito Gaspar Llamazares rassegnò le dimissioni.
Nella 9ª Assemblea Federale di IU (novembre 2008), Lara si candidò a coordinatore generale, sostenuto dal PCE e da altri componenti, ottenendo il 43% dei voti dei delegati ed entrando a far parte del Consiglio politico federale. Alla riunione di questo organismo tenutasi il 14 dicembre 2008, Cayo Lara fu eletto nuovo leader di IU con il 55% dei consensi.
Cayo Lara riuscì a fermare il declino di IU, eleggendo alle Europee del 2009, 2 deputati. Riuscì ad incrementare i voti del partito anche alle elezioni comunali del 2011 (6,36%), superando i risultati ottenuti, sia nel 2007 (5,48%) che nel 2003 (6,07%).

### Elezioni generali del 2011
Il 10 settembre 2011 il Consiglio politico di IU ha confermato con l'82,8% dei consensi, la candidatura di Cayo Lara per la presidenza del governo alle elezioni generali del 2011.
Alle elezioni generali del 2011, IU, con il 6,92 % dei voti e 11 membri eletti, tra cui lo stesso Cayo Lara, raddoppiò i consensi rispetto alle elezioni generali del 2008 (3,77%) riuscendo ad ottenere buoni risultati anche nelle zone storicamente sfavorevoli per IU.